# Llista d'escriptors africans

## Algèria
- Jean Amrouche, Algèria (1907-1962)
- Marguerite Taos Amrouche (1913-1976)
- Rachid Boudjedra (1914–)
- Albert Camus (1913-1960)
- Jacques Derrida (1930-2004)
- Mohammed Dib (1920-2003)
- Tahar Djaout (1954-1993)
- Assia Djebar (1936–)
- Frantz Fanon, originari de Martinique (1925-1961)
- Mouloud Feraoun (1913-1962)
- Mouloud Mammeri (1917-1989)
- Latifa Ben Mansour (1950–)
- Jorge McDoogal (1907-1962)
- Rachid Mimouni (1945-1995)
- Ahlam Mostaghanemi (1953–)
- Leïla Sebbar
- Jean Sénac (1926-1962)
- Kateb Yacine (1929-1989)

## Angola
- José Eduardo Agualusa (1960–)
- Mário Pinto de Andrade (1928-1990)
- Arlindo Barbeitos (1940–)
- Mendes de Carvalho
- Dia Kassembe
- Alda Lara (1930-1962)
- Pedro de Gouveia Leite Mateus
- Mbwango (Reis Luis)
- Manuel Rui Monteiro
- Agostinho Neto (1922-1979)
- Ondjaki
- Oscar Ribas (1909-2004)
- Pepetela (Artur Carlos Maurício Pestana dos Santos, 1941–)
- Paula Tavares (1952–)
- Amplia Veiga, nascut a Portugal (1931–)
- José Luandino Vieira (1935–)
- Helene Cixious

## Benín
- Berte-Evelyne Agbo, també relacionat amb el Senegal
- Francis Aupiais, nascut a França (1877-1945)
- Olympe Bhêly-Quenum
- Florent Couao-Zotti (1964–)
- Félix Couchoro, també relacionat amb el Togo (1900-1968)
- Richard Dogbeh, també relacionat amb el Togo, Senegal i la Costa d'Ivori
- Adelaide Fassinou (1955–)
- Béatrice Lalinon Gbado
- Christine Adjahi Gnimagnon, també relacionat amb el Senegal
- Colette Senami Agossou Houeto (1939–)
- Gisèle Hountondji (1954–)
- Paulin J. Hountondji (1942–)
- Paulin Joachim (1931–)
- Lauryn, també relacionada amb Costa d'Ivori i amb Togo, nascuda a Franá (1978–)
- Hortense Mayaba
- Jean Pliya (1931–)
- José Pliva (1966–)

## Botswana
- Galesiti Baruti
- Caitlin Davies, nascut al Regne Unit (1964–)
- Unity Dow (1959–)
- Bessie Head, nascut a Sud-àfrica (1937-1986)
- Moteane Melamu
- Barolong Seboni, poeta (1957–)
- Andrew Sesinyi
- Mositi Torontle

## Burkina Faso
- Angèle Bassolé-Ouédraogo, també relacionada amb Costa d'Ivori (1967–)
- Sarah Bouyain (1968–)
- Simporé Simone Compaore
- Zarra Guiro (1957–)
- Monique Ilboudo
- Sophie Heidi Kam (1968–)
- Sandra Pierrette Kanzie
- Joseph Ki-Zerbo (1922–)
- Gaël Koné (1976–)
- Honorine Mare (1972–)
- Suzy Henique Nikiéma (1983–)
- Adiza Sanoussi
- Marie-Simone Séri, també relacionada amb Senegal
- Prof. Maxime Z. Somé Arxivat 2014-09-17 a Wayback Machine.

## Burundi
- Donatien Bihute (1940–)
- Antoine Kaburahe (1965–)
- Daniel Kabuto
- Esther Kamatari (1951–)
- Colette Samoya Kiruya (1952–)
- Barbara Kururu Ndimurukundo (1950–)
- David Niyonzima (1959–)
- Marc Rwabahungu (1956–)

## Camerun
- Marie-Therese Assiga Ahanda
- Francis Bebey (1929–) autor de Les Trois Petits Cireurs, Agatha Moudio'son, The Ashanti Doll, Enfant Pluie, Ministre et le Griot-
- Mongo Beti (pseudònim d'Alexandre Biyidi Awala) (1932-2001)
- Calixthe Beyala
- Jacques Bonjawo
- Professor Ndumbe Eyoh
- Evelyne Mpoudi Ngole (1953-)
- Ferdinand Oyono (1929–)
- Severin Cecile Abega: Les Bimanes, Le Bourreau, Entre Terre et Ciel
- Guillaume Oyono Mbia: Trois Pretendants un mari
- Bernard Nanga: Les Chauve-Souris
- Were Were Liking
- Francois Sengat-Kuo: autor de les col·leccions de poemes Fleurs de Laterite, Heures rouges, i Collier de Cauris
- Rene Philombe (pseudònim de Philippe-Louis Ombede)
- Paul Dakeyo
- Charles Ngande
- Etienne B. Noume
- Fernando D'Almeida
- Patrice Kayo
- Elolongue Epanya Yondo
- Paul-Charles Atangana
- Eno Belinga
- Claude-Joseph M'Bafou-Zetebeg
- Engelbert Mveng autor de la col·lecció de poemes Balafon
- David Ndachi Tagne
- Philomene Bassek: autor de La Tache de Sang

## Cap Verd
- Germano Almeida (1945–)
- Jorge Barbosa
- Leopoldina Barreto
- Amílcar Cabral (1921-1973) (vegeu també Guinea Bissau)
- Alile Wahnon Ferro (1940–)
- Corsino Fortes (1933-2015)
- Sergio Frusoni (1901-1975); Poemes en crioll de São Vicente
- Baltasar Lopes da Silva (1907-1989)
- Manuel Lopes (1907-2005)
- João Cleófas Martins (1901-1970)
- Yolanda Morazzo (1928-2009)
- Manuel de Novas (1938–)
- Ivone Ramos: (1926–); narracions curtes
- Dina Salústio (1941–)
- Ana Julia Monteiro Sança (1949–)
- Rosa de Saron
- Eugénio Tavares (1867-1930)

## Costa d'Ivori
- Josette D. Abondio
- Anne-Marie Adiaffi (1951–)
- Marie-Danielle Aka
- Marie Giselle Aka (nascuda al Líban) (1971–)
- Assamala Amoi, d'origen francès (1960–)
- Michele Assamoua, originàriament francesa (1941–)
- Annick Assemian, nascut a França (1952–)
- Angèle Bassolé-Ouédraogo, també relacionada amb Burkina Faso (1967–)
- Khadi Sy Bizet
- Fatou Bolli
- Tanella Boni
- Isabelle Boni-Claverie
- Marie Anne Caro
- Jeanne de Cavally (1926–)
- Fanny Fatou Cissé (1971–)
- Micheline Coulibaly, nascuda al Vietnam (1950-2003)
- Bernard Binlin Dadié (1916–)
- Henriette Diabate
- Muriel Diallo (1967–)
- Gina Dick
- Richard Dogbeh, també relacionat amb Benin, Senegal i Togo (1932-2003)
- Werewere-Liking Gnepo, també relacionat amb el Camerun (1950–)
- Gilbert G. Groud (1956–)
- Genevieve Koutou Guhl
- Oklomin Kacou
- Simone Kaya (1937–)
- Fatou Kéita
- Alimatou Koné
- Boundou Koné
- Akissi Kouadio
- Adjoua Flore Kouame (1964–)
- Ahmadou Kourouma (1927-2003)
- Lauryn, també relacionat amb Togo i Benin, nascuda a França (1978–)
- Manïssa
- Mary Lee Martin-Koné, (nascuda als Estats Units)
- Mariama Méité (1967–)
- Isabelle Montplaisir
- Rosalie Nana (1962–)
- Goley Niantié Lou
- Pascale Quao-Gaudens (1963–)
- Cristiane Remino-Granel, nascuda a Martinica.
- Marinette Secco, nascuda a França (1921–)
- Marie-Simone Séri, també relacionada amb Burkina Faso
- Haïdara Fatoumata Sirantou
- Véronique Tadjo (1955–)
- Caroline Angèle Yao
- Regina Yaou (1955–)
- Annie Yapobi
- Marion Diby Zinnanti (1960–)

## Djibouti
- Waberi Abdourahman (1965–)
- Mouna-Hodan Ahmed (1972–)

## Egipte
See: Llista d'escriptors egipcis
- Ahmed Shawki (1868–1932)
- Hafez Ibrahim (1872–1932)

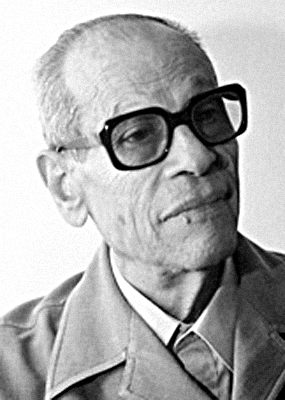
Naguib Mahfouz

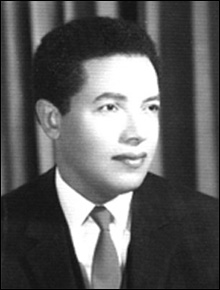
Mustafa Mahmoud

- Mustafa Lutfi al-Manfaluti (1876-1920)
- Salama Moussa (1887-1958)
- Edwar al-Kharrat (1926-2015)
- Taha Hussein (1889-1973)
- Fekry Pasha Abaza (1896–1979)
- Tawfiq al-Hakim (1898–1987)
- Munira Thabit (1902–1967)
- Muhammad Husayn Haykal (1909–1956)
- Abo El Seoud El Ebiary (1910–1969)
- Naguib Mahfouz, (1911-2006), guanyador del Premi Nobel de Literatura de 1988
- Edmond Jabès (1912–1991)
- Tatamkulu Afrika, també relacionat amb Sud-àfrica (1920-2002)
- Andrée Chedid (1920–2011)
- Moustafa Mahmoud (1921-2009)
- Fathy Ghanem (1924–1998)
- Anis Mansour (1925–2011)
- Yusuf Idris (1927-1991)
- Mohammad Moustafa Haddara (1930–1997)
- Alifa Rifaat (1930–1996)
- Samir Amin (1931–)
- Fawzia Fahim (1931–)
- Nawal El Saadawi (1931–)
- Salama Ahmed Salama (1932–2012)
- Sonallah Ibrahim (1937–)
- Abdel Rahman el-Abnudi (1938–2015)
- Leila Ahmed (1940–)
- Gamal El-Ghitani (1945–)
- Ahmad Al-Khamisi (1948-)
- Ahdaf Soueif (1950–)
- Ibrahim Elfiky (1950-2012)
- Laila Soliman (1981–)
- Ahmed Khaled Tawfik (1962–2018)
- Affaf Tobbala (1941-)
- Hussein Bassir (1973-)
- Muhammad Aladdin (1979-)

## Guinea Equatorial
- María Nsué Angüe (1945–)
- Raquel Ilonbé (1938-1982)
- Juan Balboa Boneke (1938–)
- Juan Tomás Ávila Laurel (1966–)
- Donato Ndongo-Bidyogo (1950–)

## Eritrea
- Reesom Haile

## Etiòpia
- Innānu Āggonāfir (pseudònim de Nagāsh Gabra Māryām)
- Haddis Alemayehu (1910-2003)
- Michael Daniel Ambatchew (1967–)
- Kidist Bayelegne
- Āfawarq Gabra Iyasus (1868-1947)
- Tsehaye Gabre-Medhin (1936-2006)
- Be'alu Girma
- Ābbe Gubaññā
- Ababa Haylemelekot
- Girmācchaw Takla Hāwāryāt
- Moges Kebede
- Mengistu Lammā (1924-1988)
- Tāddasa Lībān
- Nega Mezlekia (1958–)
- Blattengeta Heruy Welde Selassie (1878-1939)
- Sahle Selassie (1936–)
- Demese Tsege
- Hama Tuma (1949–)
- Mammo Wudneh
- Birhānu Zarīhun

## Gabon
- Jean-Baptiste Abessolo (1932–)
- Nadele Noele Ango Obiang
- Peggy Lucie Auleley
- Bessora (nascut a Bèlgica) (1968–)
- Rene Maran, nascut prop de Martinica (1887-1960)
- Chantal Magalie Mbazoo-Kassa
- Justine Mintsa (1967–)
- Nadège Noëlle Ango Obiang
- Angèle Ntyugwetondo Rawiri (1954–)

## Gàmbia
- Lenrie Peters (1932–)
- Alhagi Kah

## Ghana
- Ama Ata Aidoo (1940–)
- Anthony Appiah (1954–)
- Ayi Kwei Armah (1939–)
- Raphael Armattoe (1913-1953)
- Bediako Asare, també relacionat amb Tanzània
- Meshack Asare (1945–)
- Kofi Awoonor (1935–)
- William Boyd (1952–)
- Margaret Busby
- Abena Busia (1953–)
- Akosua Busia (1966–)
- J.E. Casely-Hayford (1866-1930)
- Quobna Ottobah Cugoano, territori avui en dia anomenat Ghana (1757?–1801?)
- Amma Darko (1956–)
- Michael Dei-Anang
- Efua Dorkenoo
- Kwame Nkrumah (1909-1972)
- (John) Atukwei Okai (1941–)
- Frank Kobina Parkes (1932-2005)
- Nii Ayikwei Parkes (1974–)
- Carl Christian Reindorf
- Efua Theodora Sutherland (1924-1996)
- Kwakuvi Azasu
- Francis Selormey
- Genevieve Yaa Asantewa Ofori- alias Sante

## Guinea
- Tanou Diallo (1976 –)
- Sirah Balde de Labe
- Nadine Bari, nascut a França (1940–)
- Aïssatou Barry (1959–)
- Kesso Barry (1948–)
- Mariama Barry, també relacionat amb el Senegal
- Josiane Cointet, naixement i residència a França
- Koumanthio Zeinab Diallo (1956–)
- Mariana Kesso Diallo
- Camara Laye (1928-1985)
- Tierno Monénembo (1947–)
- Williams Sassine (1944-1996)
- Marie Bernadette Tiendrébéogo (1958–)
- Senyo Adjibolosoo

## Guinea Bissau
- Amílcar Cabral (1921-1973) (vegeu també Cap Verd)
- Nadine Nyangoma, nascuda a Bèlgica
- Vasco Cabral (1926–2005)
- José Carlos Schwarz (1949–1977), poeta i músic
- Fausto Duarte (1903–1953), de Cap Verd
- Carlos Lopes
- Helder Proença
- Odete Semedo, poetessa
- Abdulai Silá

## Kenya
- Abdellatif Abdalla
- Sayyid Aidarusi
- Chacha Nyaigotti-Chacha (1952–)
- Rocha Chimera
- Muyaka bin Haji al-Ghassany
- Jomo Kenyatta (1892?–1978)
- Mwana Kupona binti Msham
- Micere Mugo (1942–)
- Rebeka Njau (1930–)
- Asenath Bole Odaga
- Atieno Odhiambo (1945–)
- Margaret Ogola
- Moraa Gitaa
- Grace Ogot (1930–)
- M.G. Vassanji (1950–)
- Ngugi wa Mirii (1951–)
- Ahmad Nassir
- Ngũgĩ wa Thiong'o (1938–)
- Meja Mwangi (1948–)
- Mwangi Gicheru
- Elspeth Huxley (1907-1997)
- Karen Blixen Isak Dinesen (1885-1962)
- Wahome Muthahi (–2003)
- Binyavanga Wainaina guanyador del Premi Caine de 2002 (1971–)
- Parselelo Kantai
- Yusuf Dawood
- Francis Imbuga
- Yvonne Adhiambo Owuor guanyadora del Caine Prize 2003
- Billy Kahora
- Hillary Ngweno
- Leonard Kibera
- Koigi wa Wamwere (1949–)
- Mwangi Ruheni (pseudònim de Nichola Muraguri)
- John ole Kisimir

## Lesotho
- Moroesi Akhionbare (1945–)
- Thomas Mofolo (1876-1948)
- Mzamane Nhlapo
- Mpho Matsepo Nthunya
- Halejoetse Tsehlana

## Libèria
- Edwin Barclay (1882-1955)
- Edward Wilmot Blyden (1832-1912), nascut a les Illes Verges (vegeu també Sierra Leone)
- Wilton G. S. Sankawulo (1943–)

## Líbia
- Sadiq Al-Naihoum
- Farag Al-Fakhri
- Ibrahiem El-Kouni

## Madagascar
- Jean-Joseph Rabearivelo (1903-1937)
- Charlotte Arisoa Rafenomanjato
- Michèle Rakotoson

## Malawi
- Chiwoza Bandawe
- Steven Chimombo
- Gospel Kazako
- Lawrence Kadziche
- Kondwani Kamiyala
- Stanley Onjezani Kenani
- Ken Lipenga
- Benedicto Okomaatani Malunga
- Jack Mapanje
- Jack McBrams
- Alfred Msadala
- Adamson Muula
- Jika Nkolokosa
- David Rubadiri
- Paul Tiyambe Zeleza
- Willie Zingani

## Mali
- Ahmad Baba al Massufi (1556-1627)
- Abdoulaye Ascofaré (1949–)
- Ibrahima Aya (1967–)
- Amadou Hampâté Bâ (1900 or 1901-1991)
- Adame Ba Konaré (1947–)
- Massa Makan Diabaté (1938-1988)
- Souéloum Diagho
- Aïda Mady Diallo
- Alpha Mandé Diarra (1954–)
- Oumou Diarra, naixement a Iugoslàvia (1967–)
- Doumbi Fakoly (1944–)
- Aïcha Fofana (1957-2003)
- Aïssatou Guido (1941–)
- Aoua Kéita (1912-1980)
- Fatouma Keïta (1977–)
- Moussa Konaté (1951–)
- Yambo Ouologuem (1940–)
- Bernadette Sanou Dao (1952–)
- Bamekan Soucko Bathily
- Fanta-Taga Tembely (1946–)
- Aminata Traoré (1947–)
- Falaba Issa Traoré (1930-2003)
- Ahamadou Maiga dit Prince (1974–)

## Mauritània
- Moussa Diagana
- Moussa Ould Ebnou
- Mohammed al-Shankiti
- Abderrahmane Sissako

## Maurici
- Aime Cesar
- Lilian Berthelot
- Marcel Cabon (1912-1972)
- Raymond Chasle
- Malcolm de Chazal (1902-1981)
- Carl de Souza (1949–)
- Ananda Devi
- Jean Fanchette
- Colleen Lindsay, també relacionada amb Sud-àfrica
- Edouard Maunick (1931–)
- Dev Virasawmy

## Moçambic
- Paulina Chiziane (1955–)
- Mia Couto (1955–)
- José Craveirinha (1922-2003)
- Luis Bernardo Honwana
- Ungulani Ba Ka Khosa
- Lina Magaia
- Aília Momplé (1935–)
- Amélia Muge (1952–)
- Glória de Santana (1925–)
- Noémia de Sousa (1926–)

## Nigèria
Vegeu: Llista d'escriptors nigerians
- Unoma Azuah (nom complet: Unoma Nguemo Azuah; Ogwashi-Ukwu, Estat de Delta)
- Teju Cole (nascut a Manhattan, EUA, però de pares nigerians i criat en aquest país, on va publicar per primer cop, 1975)
- Christopher Okigbo (nom complet: Christopher Ifekandu Okigbo; 1932-1967)
- Kole Omotosho (nom complet: Bankole Ajibabi Omotosho; Akure, Estat d'Ondo, 1943)
- Niyi Osundare (Ikere-Ekiti, Estat d'Ekiti, 1947)
- Remi Raji (nom complet: Aderemi Raji-Oyelade; Ibadan, Estat d'Oyo, 1961)
- Lola Shoneyin (Ibadan, Estat d'Oyo, 1974)

## República Centreafricana
- Anurée Blouin (1921–)
- Etienne Goyemide "Le Silence de la Foret"

## República del Congo
- Noëlle Bizi Bazouma (1959–)
- Silvie Bokoko (1960–)
- Adèle Caby-Livannah (1957–)
- Cucile-Ivelyse Diamoneka (1940–)
- Emmanuel Dongala] (1941–)
- Mambou Aimée Gnali
- Floe Hazoume (1959–)
- Francine Laurans (1962–)
- Binéka Daniele Lissouba, naixement a França
- Henri Lopes (1937–), naixement a Congo-Kinshasa
- Jean Makouta Mboukou
- Jean Malonga
- Guy Menga
- Justine M'Poyo Kassa-Vubu (1951–)
- Diur N'Thumb
- Ghislaine Sathoud (1969–)
- Jean-Baptiste Tati-Loutard
- Tchicaya U Tam'si (1931-1988)
- Aleth Felix- Tchicaya (1955–)
- Jeannette Balou Tchichelle (1947–)
- Betty (Elisabeth) Mweya Tol'Ande (1947–)
- Marie-Leontine Tsibinda
- Brigitte Yengo
- Patrice Yengo
- Theophile Obenga

## República Democràtica del Congo
- Léonie Abo, (1945–)
- Raïs Neza Boneza (1979–)
- Amba Bongo
- Lima-Baleka Bosekilolo
- V.Y. Mudimbe (1941–)
- Kavidi Wivine N'Landu
- Clémentine Nzuji (1944–)
- Maguy Kabamba (1960–)
- Christine Kalonji
- Sony Labou Tansi (1947-1995)
- Kabika Tshilolo
- Frederick Kambemba Yamusangie
- Lye M Yoka[1]

## Ruanda
- Maggy Correa
- Jeannine Herrmann-Grisius
- Thérèse Muamini
- Yolande Mukagasana
- Benjamin Sehene (1959–)
- Marie-Aimable Umurerwa
- Marie Béatrice Umutesi (1959–)
- Emmanuel Habumuremyi (1972–)

## São Tomé i Príncipe
- Olinda Beja (1946–)
- Sara Pinto Coelho (1913-1990)
- Conceição Lima (1962–)
- Caetano da Costa Alegre (1864-1890)
- Manuela Margarido (1925-2007)
- Alda do Espírito Santo (1926–2010)
- Mario Domingues (1899–)
- Francisco José Tenreiro (1921-1963)

## Sierra Leone
- Edward Wilmot Blyden (1832-1912), nascut a les Illes Verges (vegeu també Libèria)
- Syl Cheney-Coker (1945–)
- Aminatta Forna
- Africanus Horton (1835-1883)
- Delia Jarrett-Macauley

## Somàlia
- Abdi Aziz Ahmed Gurbiye:
- Gurbiye
- Abdisalam Issa-Salwe
- Abdirahman Mohamed Adam (Af-jar)
- Abdi Sheik Abdi
- Abdi Kusow
- Ahmed Farah Ali 'Idaja' (Ortografia somalí: Axmed Faarax Cali 'Idaajaa')
- Ayaan Hirsi Ali (1969–)
- Cabdulqaadir Xirsi 'Yamyam'
- Cali Xuseen Xirsi (1949–)
- Faarax Maxamed Jaamac 'Cawl' (1937-1992)
- Jaamac Cumar Ciise
- Maxamed Daahir Afrax
- Maxamed Xaashi Dhamac 'Gaariye' (1949–)
- Mohamed Diriye Abdullahi
- Mohamed Haji Mukhtar
- Mohamed Ibrahim Warsame 'Hadrawi' (Ortografia somalí: Maxamed Ibraahim Warsame Hadraawi') (1941–)
- Nuruddin Farah (1945–)
- Said S. Samatar
- Waris Dirie (1965–)
- Yaasiin Cismaan Keenadiid
- Rage Omaar
- Musa Galaal
- Abdinasir Dirie
- Ahmed Ahmed
- IIbrahim Ahmed
- Abdul Qader Mohammed Mursal

## Sudan
Vegeu: Llista d'escriptors sudanesos

## Tanzània
- Mark Behr, també relacionat amb Sud-àfrica
- Euphrase Kezilahabi (1944–)
- Shaaban Robert (1902-1962)
- Julius Nyerere (1922-1999)
- Hammie Rajab
- Penina Mlama
- Elvis Musiba
- Amandina Lihamba
- Edwin Semzaba
- Shafi Adam Shafi
- Chachage Seith Chachage

## Togo
- Gad Ami (1958–)
- David Ananou (1917-2000)
- Félix Couchoro, també relacionat amb Benín (1900-1968)
- Richard Dogbeh, també relacionat amb Benín, Senegal i Costa d'Ivori (1932-2003)
- Kossi Efoui (1962–)
- Emilie Anifranie Ehah, també relacionada amb el Senegal
- Christiane Akoua Ekue (1954–)
- Alemdjrodo Kangni (1966–)
- Tété-Michel Kpomassie (1941–)
- Pyabelo Chaold Kouly (1943–)
- Lauryn, també relacionada Benin i Togo, nascuda a França (1978–)
- Senouvo Agbota Zinsou (1946–)

## Tunísia
- Hédi Bouraoui (1932–)
- Aboul-Qacem Echebbi (1909-1934)
- Gisèle Halimi (1927–)
- Ibn Khaldun (1332-1406)
- Albert Memmi (1920–)
- Youssef Rzouga (1957–)
- Walid Soliman (1975–)
- Àhmad at-Tifaixí (?–1253)

## Txad
- Marie-Christine Koundja (1957–)

## Uganda
- Timothy Wangusa (1942–)
- Ayeta Anne Wangusa
- Moses Isegawa (1963–)
- Catherine Samali Kavuma (1960–)
- China Keitetsi (1967–)
- Timothy Kalyegira
- Mahmood Mamdani (1947–)
- Henry Kyemba
- Rajat Neogy (1938-1995)
- Okot p'Bitek (1931-1982)
- Mary Karoro Okurut
- Tarcis Nsobya
- Gorretti Kyomuhendo
- Arthur Gakwandi
- Emmanuel Acheta

## Zàmbia
- Solomon Mutswairo (1924–) (vegeu també Zimbàbue)

## Zimbàbue(abans anomenatRhodèsia)
- Tsitsi Dangarembga (1959–)
- Chenjerai Hove (1956–)
- Doris Lessing, nascuda a Pèrsia (ara Iran) (1919–)
- John Marangwanda
- Shimmer Chinodya (1957––)
- Dambudzo Marechera (1952-1987)
- Nozipa Maraire (1966–)
- Charles Mungoshi (1947–)
- Solomon Mutswairo (1924–) (vegeu també Zàmbia)
- Alexander McCall Smith, també relacionat amb Botswana (1948–)
- Marrily Runoona Kuzonyei
- Stanlake Samkange (1922-1988)
- Andrew Plate (1980–)
- Yvonne Vera, també amb connexió amb Canadà (1964-2005)
- Musaemura Zimunya (1949–)
- Elias Kudzai Manyara (1981–)
- Obediah Mlilo (?–1995)